# Theodor Curti
Theodor Curti, född 24 december 1848 i Rapperswil, kantonen Sankt Gallen, död 13 december 1914 i Thun, var en schweizisk-tysk politiker och journalist.
Curti var 1871–79 medarbetare i "Frankfurter Zeitung" och utgav 1879–94 "Züricher Post", organ för det demokratiska partiet i kantonen Zürich. Han var 1881–1902 ledamot av schweiziska nationalrådet, där han ledde en liten socialradikal, socialdemokraterna närstående grupp, och var 1894–1902 ledamot av kantonen Sankt Gallens regeringsråd. Åren 1902–14 var han huvudredaktör för "Frankfurter Zeitung". 
Bland Curtis många skrifter märks hans banbrytande Geschichte der schweizerischen Volksgesetzgebung (1882; i reviderad fransk upplaga Le referendum, histoire de la législation populaire en Suisse, 1905), Geschichte der Schweiz in 19. Jahrhundert (1902), Geschichte der Frankfurter Zeitung 1856–1906 (1906) och Das Wahlrecht, Geschichte und Kritik (tillsammans med Alexander Giesen, 1908). Curti utgav även flera dramer samt en mängd politiska och nationalekonomiska småskrifter.